# Рекрејшон Граунд (Бат)
Рекрејшон Граунд, који се налази у Бату граду у Енглеској, је рагби стадион и дом је бившег шампиона Старог континента Бата. Лети се овде игра и крикет.